# Martinet tricolor
El martinet tricolor (Egretta tricolor) és una espècie d'ocell de la família dels ardèids (Ardeidae) que habita aiguamolls, estanys, rius i manglars d'ambdues Amèriques, criant a la llarga de la costa Atlàntica dels Estats Units i nord de Mèxic, costa nord d'Amèrica del Sud, illes Bahames i Antilles, costa mexicana del Pacífic des de Sonora cap al sud i localment a Sud-amèrica fins a Perú. Es dispersa per Mèxic i Amèrica Central, des de Baixa Califòrnia fins a Panamà.